# 缅甸䴓
，是雀形目䴓科的一种鸟类。

## 特征
缅甸䴓体重约19.62克，翼长约80毫米，嘴峰长约18.1毫米，喙宽度约4毫米，喙厚度约3.8毫米，跗蹠长约18毫米，尾长约43.9毫米。缅甸䴓在其分布区内为留鸟，其栖息在密集的高大树木组成的森林中，食性为肉食性，主要食物来源是陆生无脊椎动物。

## 分布
缅甸至云南东南部、泰国、老挝、柬埔寨、越南南部。